# Recht der Erneuerbaren Energien
Die Recht der Erneuerbaren Energien (REE) ist eine juristische Fachzeitschrift. Sie wurde im Jahr 2011 gegründet und erscheint vierteljährlich.

## Inhalt
Die REE befasst sich schwerpunktmäßig mit dem Recht der Erneuerbaren Energien, insbesondere in Gestalt des Erneuerbare-Energien-Gesetzes (EEG) und der auf der Grundlage dieses Gesetzes ergangenen Verordnungen. Daneben widmet sich die Zeitschrift den steuerlichen Aspekten der Förderung erneuerbarer Energien. Gerichtsurteile und Behördenerlasse werden im Volltext abgedruckt. Eine feste Rubrik ist der „Bericht der Clearingstelle EEG“, in dem die Clearingstelle EEG über ihre Tätigkeit berichtet.

## Herausgeber und Verlag
Herausgeber und Schriftleiter der REE ist Andreas Klemm. Die Zeitschrift erscheint im Bodak Verlag in Düsseldorf. Der Verlag wurde in der Rechtsform einer GmbH im Dezember 2009 gegründet und nahm zu Beginn des Jahres 2010 seine Geschäftstätigkeit auf.
Im Bodak Verlag erscheint neben der REE auch die Contracting und Recht (CuR). Alleingesellschafter des Verlages ist der Herausgeber.